# Filder Air Service
Filder Air Service, eigentlich Flugbetrieb Filder Air Service Flugzeugvercharterungsgesellschaft mbH, war eine deutsche Fluggesellschaft mit Sitz in Rückersdorf.

## Geschichte
Die Gründung der Filder Air Service erfolgte 1999. Im Februar desselben Jahres übernahm man zwei Jetstream 31 von der schwedischen Fluggesellschaft Flying Enterprise, um mit diesen Flüge für die ebenfalls 1999 neu gegründete italienisch-schweizerische Tell Air durchzuführen. Obwohl eine Betriebsaufnahme der Tell Air nie realisiert werden konnte, erweiterte man die Flotte im Juli 1999 um eine dritte Jetstream 31. Außerdem war es gelungen, zwei gebrauchte ATR 42, die zuvor bei Zambia Airways Verwendung gefunden hatten, von BNY-Leasing zu erwerben.
Schon bald zeigte die zu dem Zeitpunkt stark wachsende European Air Express Interesse an einer Übernahme der Filder Air Service. Hatte diese bis dato nur Flugzeuge von anderen Gesellschaften eingesetzt, sah man mit Filder Air Service nun die Chance auf eine eigene Flotte und ein eigenes Air Operator Certificate. So übernahm European Air Express 65 % aller Firmenanteile, um Filder Air Service im Einvernehmen mit dem bisherigen Eigentümer Kai Schröder zu einer gemeinsamen Gesellschaft zusammenschließen zu können.
Bereits im April 2000 war die Fusion abgeschlossen und die beiden Jetstream 31 wurden auf den Strecken Mönchengladbach – München und Mönchengladbach – Luton eingesetzt. Die übrigen zwei ATR 42 mussten allerdings noch bis zum Januar 2001 auf ihren Einsatz bei der European Air Express warten, da das Luftfahrt-Bundesamt einige Unklarheiten in Bezug auf die elektronische Wartungsdokumentation der Flugzeuge bemängelt hatte.

## Flugziele
Filder Air Service vercharterte die eigenen Flugzeuge hauptsächlich, betrieb jedoch auch Linienflüge von Nürnberg nach Düsseldorf, Leipzig und Straßburg.

## Flotte

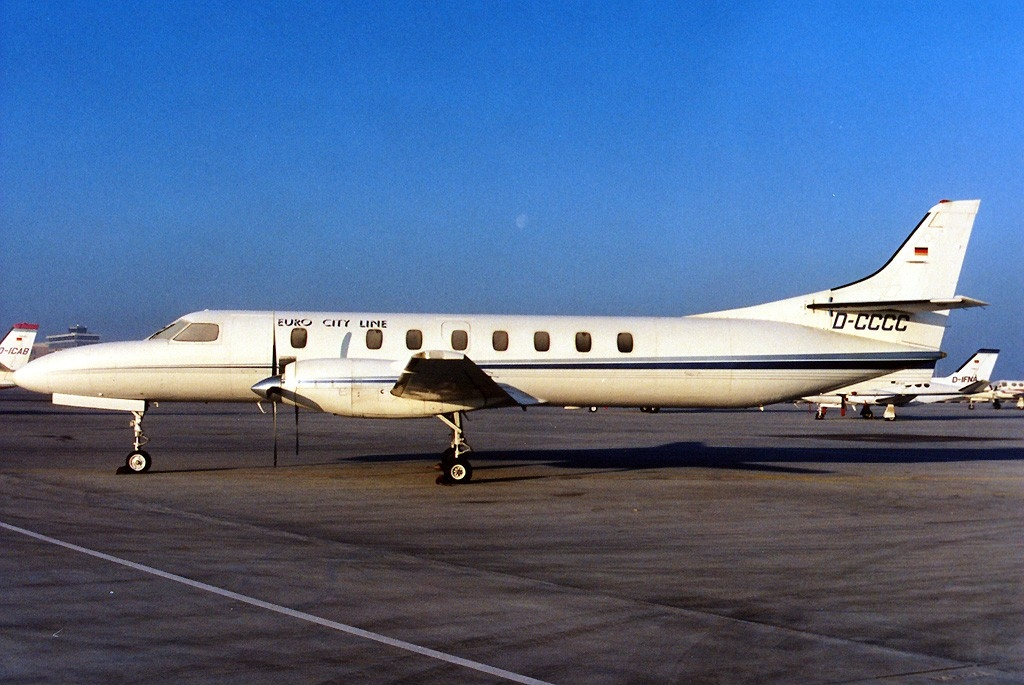
Fairchild Swearingen Metro vor ihrer Indienststellung bei Filder Air Service – diese verwendete sie in den gleichen Farben

Zur Fusion im April 2000 bestand die Flotte der Filder Air Service aus vier Flugzeugen:
- 2 Jetstream 31
- 2 ATR 42

Zwischenzeitlich betrieb man ebenfalls eine Fairchild Swearingen Metro.